# دوره هجدهم مجلس شورای ملی
دوره هجدهم مجلس شورای ملی در ۲۷ اسفند ۱۳۳۲ (۱۲ رجب ۱۳۷۳ ه‍.ق) بازگشایی شد و در ۲۶ فروردین ۱۳۳۵ (۳ رمضان ۱۳۷۵ ه‍.ق.) به پایان رسید. نخستین جلسهٔ رسمی مجلس در روز ۲۶ فروردین ۱۳۳۳ برگزار شد.
ریاست مجلس هجدهم در دست رضا حکمت بود. ۱۳۲ نماینده به مجلس راه یافتند و نتیجهٔ انتخابات در سه حوزه قم، شهرضا و فیروزآباد اعلام نشد. اعتبارنامهٔ یدالله ابراهیمی نمایندهٔ نخست کرمان تصویب نشد و نمایندهٔ دوم آن حوزه نیز استعفا کرد. اعتبارنامهٔ منوچهر ایرانی در ۲۸ بهمن ۱۳۳۳ رد شد. سه نماینده نیز در طی دوره درگذشتند. در این دوره، دو کابینه برای رأی اعتماد به مجلس معرفی شدند. همچنین حدود ۴۰۰ قانون در مجلس به تصویب رسید.

## رخدادهای مهم

### انتخابات، افتتاح و ریاست مجلس
انتخابات در زمستان ۱۳۳۲ برگزار شد. دادگاه محمد مصدق و رهبران جبهه ملی همزمان با برگزاری انتخابات آغاز شد. کاشانی و جبهه ملی با برگزاری انتخابات مخالفت کردند. انتخابات در برخی نقاط انجام نشد و در نقاط دیگری نیز با تأخیر انجام شد. نخستین جلسهٔ رسمی مجلس در روز ۲۶ فروردین برگزار شد و در همان جلسه، رضا حکمت به ریاست مجلس رسید.

### قرارداد نفت با کنسرسیوم
پس از کودتای ۲۸ مرداد، مذاکره میان دولت فضل‌الله زاهدی و شرکت‌های بزرگ نفتی برای فروش نفت ایران آغاز شد و پس از ۴ ماه مذاکره، مقرر شد که نفت ایران به کنسرسیومی از هشت شرکت بزرگ نفتی فروخته شود. هیئت کنسرسیوم در ۲۲ فروردین ۱۳۳۳ وارد تهران شد تا با دولت ایران مذاکره کند. جلسات از ۲۵ فروردین تا ۲۵ اردیبهشت در کاخ ابیض انجام شد و بی‌نتیجه به پایان رسید. دور دوم مذاکرات در اواخر خرداد آغاز شد و پس از توافق کامل ایران و کنسرسیوم در ۲۷ تیر خاتمه یافت. قرارداد کنسرسیوم در ۱۴ مرداد توسط علی امینی از طرف دولت ایران و هوارد بیچ از طرف کنسرسیوم امضا شد. سپس در ۳۰ شهریور به مجلس تسلیم شد و در ۲۹ مهر به تصویب رسید.

### کابینه‌ها
کابینهٔ دوم زاهدی در ۲ اردیبهشت ۱۳۳۳ به مجلس معرفی شد و در ۷ اردیبهشت، رأی اعتماد گرفت. اختلاف میان مجلس و دولت زاهدی از بهمن ۱۳۳۳ آغاز شد و در اسفند شدت گرفت. زاهدی در ۱۵ فروردین ۱۳۳۴ کناره‌گیری کرد و دو روز بعد، استعفای او توسط شاه پذیرفته‌شد.
در همان روز، فرمان تشکیل دولت حسین علاء صادر شد و او کابینهٔ دوم خود را تشکیل داد و در ۲۰ فروردین به مجلس معرفی کرد. مجلس نیز در ۲۷ فروردین به کابینهٔ علاء رأی اعتماد داد.

### مهم‌ترین قانون‌های مصوب
- ۱۸ آبان ۱۳۳۳: طرح الغای لوایح مصوب کابینه مصدق ناشی از اختیارات مرداد و بهمن ۱۳۳۱
- ۲۰ دی ۱۳۳۳: قانون آمار و سرشماری
- ۲۵ دی ۱۳۳۳: اساسنامه شرکت ملی نفت ایران
- ۵ مرداد ۱۳۳۴: قانون سازمان عمرانی کشور
- ۲ مهر ۱۳۳۴: افزایش دورهٔ مجلس از ۲ به ۴ سال و تعداد نمایندگان از ۱۳۶ به ۲۰۰ نفر
- ۱۱ مهر ۱۳۳۴: قانون منع کشت خشخاش و استعمال تریاک
- ۱۸ مهر ۱۳۳۴: لایحه پیمان دفاعی متقابل